# Río Sinecapa
Río Sinecapa är en 79 kilometer lång flod i Nicaragua. Den rinner ut i Managuasjön, och är därmed en del av Río San Juans flodbäcken. Under torrtiden händer det att floden helt torkar ut.